# Kommuner i Kastilien och Leon

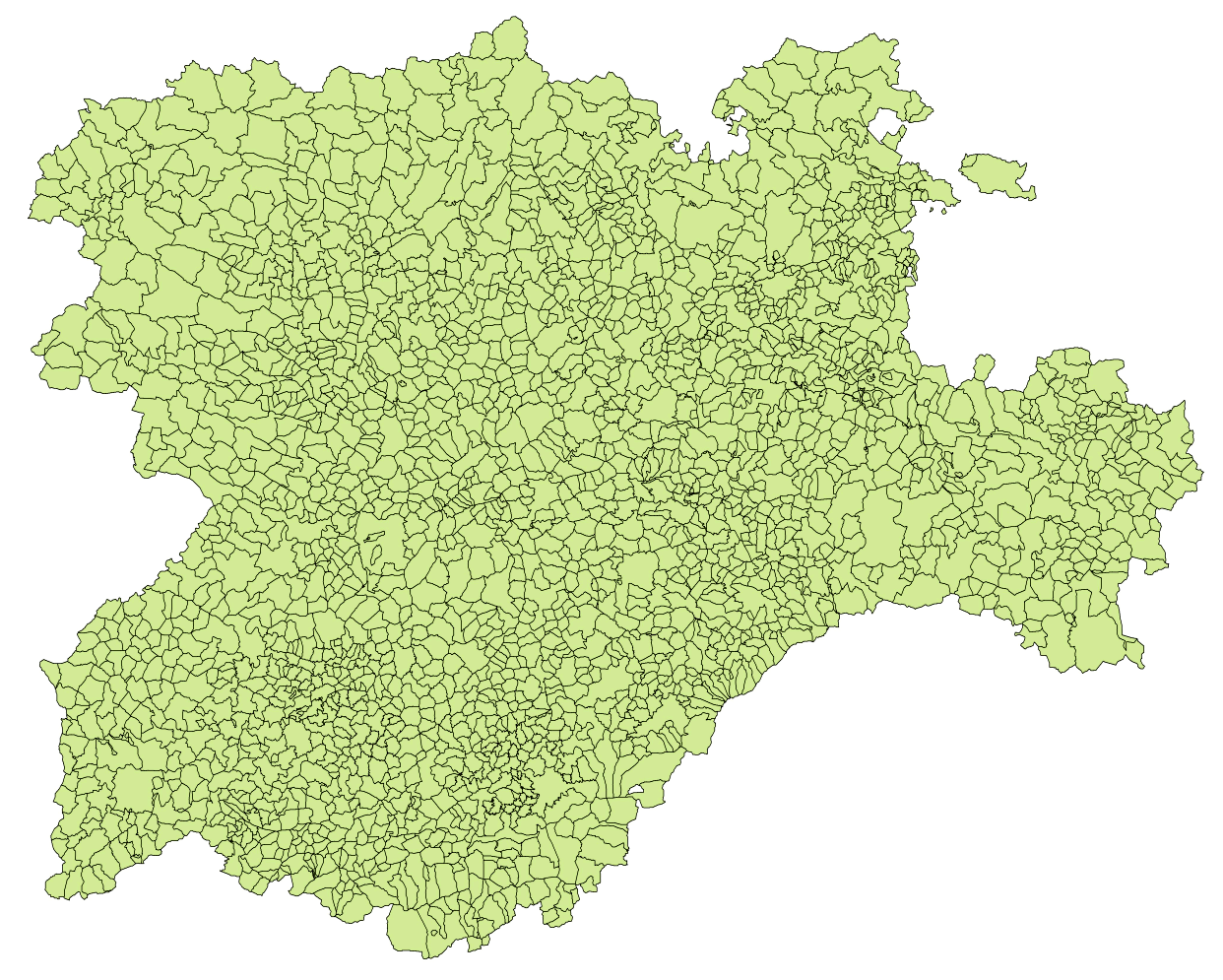
Karta över kommuner i Kastilien och Leon (Spanien), 2003.

Kommunerna i Kastilien och Leon fördelar sig på följande provinser:
- Kommuner i Ávilaprovinsen (248 kommuner)
- Kommuner i Burgosprovinsen (371 kommuner)
- Kommuner i Leonprovinsen (222 kommuner)
- Kommuner i Palenciaprovinsen (191 kommuner)
- Kommuner i Salamancaprovinsen (362 kommuner)
- Kommuner i Segoviaprovinsen (209 kommuner)
- Kommuner i Soriaprovinsen (183 kommuner)
- Kommuner i Valladolidprovinsen (209 kommuner)
- Kommuner i Zamoraprovinsen (249 kommuner)